# Noranit Setabutr
Noranit Setabutr (16 de noviembre de 1941) es un politólogo y profesor universitario de Tailandia, que en 2008 ocupaba el cargo de rector de la Universidad de Thammasat.
Diplomado en Ciencias Políticas en la Universidad de Thammasat y en Sovietología en la Universidad de Friburgo, doctorado en Diplomacia y Política Comparada en el Affairs Occidental College y la Universidad de Columbia  de Estados Unidos respectivamente. Ha ocupado diversos cargos en la universidad de Thammasat y ha sido, además, asesor del Ministro del Interior (1982-1985), editor de la Revista de Ciencias Políticas de Tailandia y senador. Durante el gobierno interino de 2006 a 2007 fue designado para presidir la Asamblea de Parlamentarios redactores de la Constitución de Tailandia de 2007.